# Moita (freguesia)
Moita is een plaats (freguesia) in de Portugese gemeente Moita en telt 16 727 inwoners (2001).